# Amorpha californica
Amorpha californica là một loài thực vật có hoa trong họ Đậu. Loài này được Torr. & A.Gray miêu tả khoa học đầu tiên.

## Hình ảnh

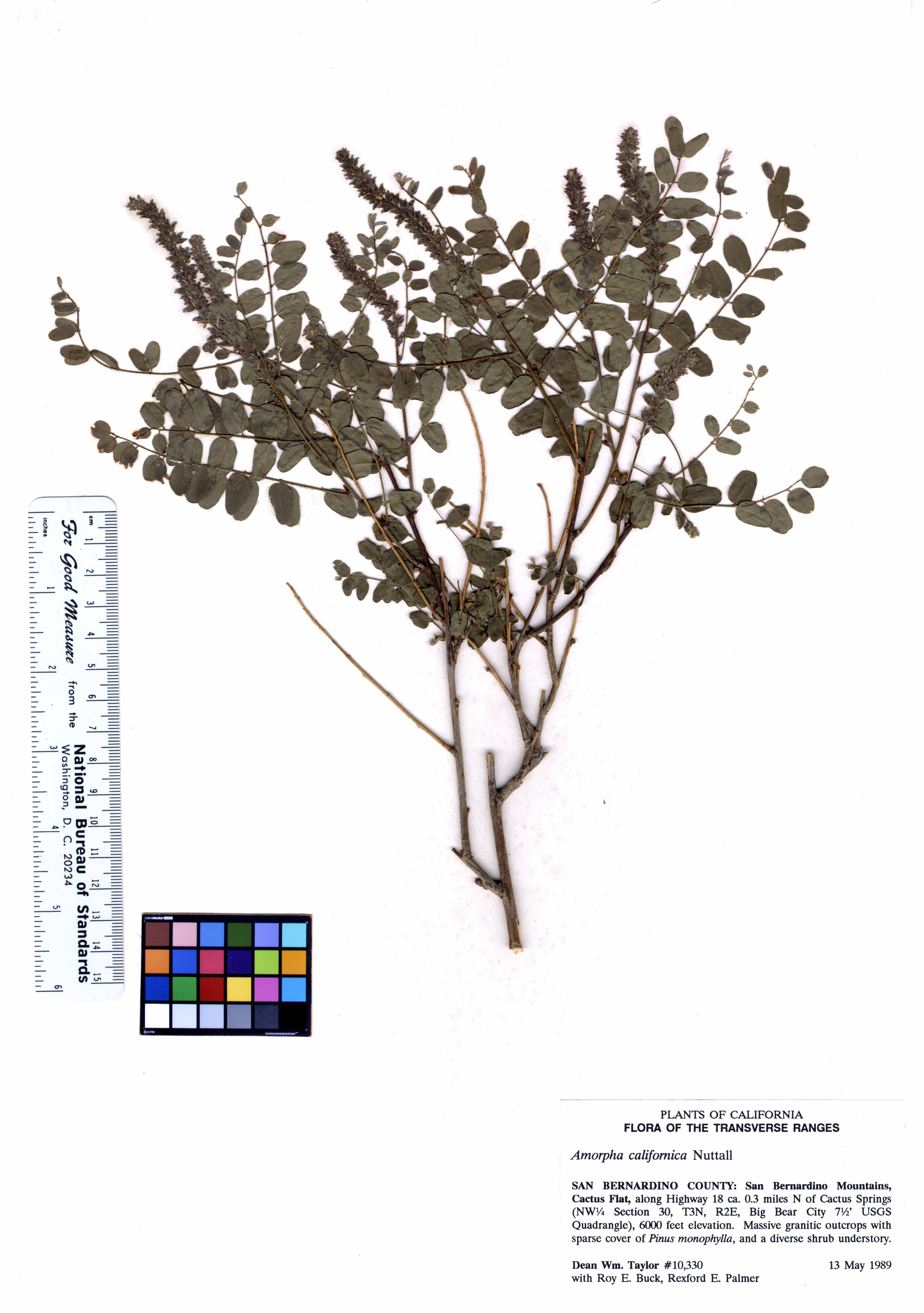
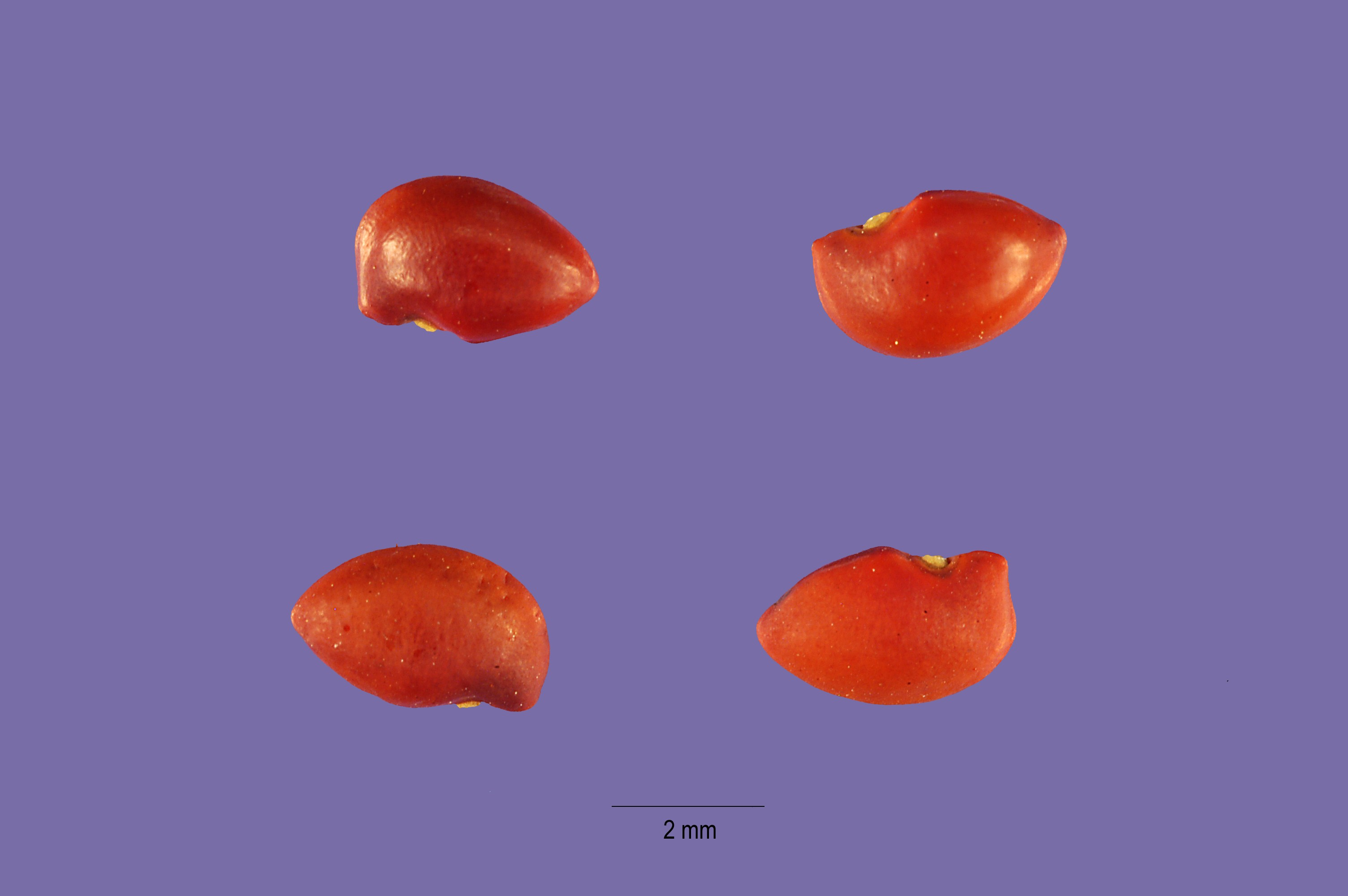